# Осада Кёсега
Оса́да Кёсега или Оса́да Гю́нса (тур. Güns Kuşatması, нем. Güns) — эпизод австро-турецких войн, связанный с неудачной осадой османской армии небольшого пограничного форта Кёсег (по-немецки Гюнс) в 1532 году.
В ходе осады обороняющиеся войска Габсбургской монархии под руководством хорватского капитана Николы Джуришича (венг. Miklós Jurisics) защитили форт Кёсег силами всего 700—800 хорватских солдат без артиллерии и остановили наступление османской армии под руководством султана Сулеймана Великолепного и Ибрагим-паши Паргалы из 120 000—200 000 солдат на Вену.
Точный исход осады неясен, так как существует две версии, приводимые в разных источниках. Согласно первой из них, Никола Джуришич отклонил предложение сдаться на почётных условиях, а согласно другой, городу предложили условия символической капитуляции. Сулейман Великолепный был вынужден задержать продвижение армии на четыре недели и снял осаду с началом августовских дождей, отказавшись от наступления на Вену, как он намеревался, и решив возвращаться домой.
Сулейман Великолепный гарантировал свои господство в Венгрии, захватив несколько других фортов, но после ухода османской армии император Фердинанд I Габсбург отвоевал часть потерянной территории. После этого
Сулейман Великолепный и Фердинанд I заключили договор в Константинополе (1533), который подтвердил статус Яноша Запольяи как короля Венгрии и признал господство Фердинанда I на остальной венгерской территории.

## Предыстория
29 августа 1526 года в битве при Мохаче войска христиан во главе с королём Людовиком II Венгерским потерпели поражение от османских войск во главе с султаном Сулейманом Великолепным. Людовик II был убит в бою, что привело к утрате Венгрией независимости, поскольку король не оставил наследника. Объединенные личной унией Венгрия и Хорватия стали спорными территориями с претензиями на них со стороны Габсбургов и Османской империи. Фердинанд Габсбург, брат императора Карла V, женился на сестре Людовика II и был избран королём Венгрии и Хорватии.
Трон Венгрии стал предметом династического спора между Фердинандом и Яношем Запольяи, трансильванским магнатом, которого Сулейман Великолепный обещал сделать правителем всей Венгрии. В ходе венгерской кампании 1527—1528 годов Фердинанд отнял у Яноша Запольяи Буду, но лишь для того, чтобы в 1529 году оставить её после османской контратаки. Осада Вены в 1529 году была первой попыткой Сулеймана Великолепного захватить австрийскую столицу. Это осада стала пиком османской экспансии в Центральной Европе.

### Малая война в Венгрии
После неудачной османской осады Вены в 1529 году, Фердинанд I в 1530 году начал контратаку, чтобы перехватить инициативу и отомстить за разрушения, причиненные 120-тысячной армией Сулеймана. Эта кампания традиционно рассматривается как начало Малой войны в Венгрии, части серии конфликтов между Габсбургами и Османской империей. Янош Запольяи вновь вступил в Буду, но Фердинанд I преуспел в захвате фортов вдоль реки Дунай, а также занял Гран.

## Кампания 1532 года
В начале Малой войны в Венгрии Сулейман Великолепный в качестве ответа на атаки Фердинанда в 1532 году привел армию из более чем 120 тысяч солдат с целью вновь осаждать Вену. В связи с быстрым продвижением османской армии Фердинанд опасался, что войска христиан не будут собраны вовремя. 12 июля Сулейман Великолепный написал Фердинанду в Осиеке письмо, в котором заверил его, что османская экспедиция направлена не против него, а против императора Карла V. Однако после этого Сулейман Великолепный пересёк реку Драва и, вместо того, чтобы идти обычным маршрутом на Вену, повернул на запад в земли, принадлежавшие Фердинанду. По мнению историка Эндрю Уиткрофта, на маршруте к Вене османская армия захватила семнадцать укрепленных города и крепостей. Фердинанд отвёл свою армию, оставив только 700 солдат без артиллерии защищать Кёсег.

### Осада
Расположенный к югу от Шопрона городок Кёсег находится всего в нескольких милях от границы с Австрией. Оставленным Фердинандом гарнизоном командовал хорватский офицер и дипломат Никола Джуришич. Кёсег не считался укрепленной точкой и не представлялся серьезным очагом сопротивления. Однако Великий визирь Османской империи, Ибрагим-паша Паргалы не представлял, как был слабо защищен Кёсег .
Османы встретили отчаянное сопротивление в Кёсеге. Сулейман Великолепный рассчитывал, что армия Фердинанда придёт на помощь крепости, и потому не торопился со штурмом. Однако на самом деле во время османской осады Кёсега имперская армия все ещё формировалась в Регенсбурге. Османы предпринимали одну атаку за другой. Артиллерийский огонь разрушил часть крепостной стены, но не привел к капитуляции защитников. Историк Паоло Джовио считает, что артиллерийская атака не удалась потому, что османы не использовали большие осадные орудия, приберегая их для сражения с (как они ожидали) приближавшейся имперской армией. Заряды османских минёров были успешно обезврежены. Кроме того, архитектура стен Кёсега позволяла удерживать крепость даже в случае нескольких успешных подрывов стен. В течение более чем двадцати пяти дней, без артиллерии, капитан Никола Джуришич и его гарнизон из 700—800 хорватов отразил девятнадцать полномасштабных попыток штурма и держался в условиях непрекращающейся бомбардировки.
Исход осады до конца не выяснен. Согласно первой версии, Никола Джуришич отклонил предложение сдаться на почётных условиях, и османы отступили. По второй версии, городу были предложили условия символической капитуляции. Единственными османами, которым было бы дозволено войти в замок, должен был стать символический отряд, который поднял бы османский флаг над крепостью. В любом случае Сулейман Великолепный с приходом августовских дождей снял осаду и вернулся домой вместо того, чтобы идти к Вене, как планировал ранее. Он потерял у Кёсега в ожидании Фердинанда почти четыре недели, и за это время мощная имперская армия уже была собрана в Вене. По местной легенде турки сняли осаду в 11 часов утра, в связи с этим часы на городском соборе Кёсега навсегда остановлены на 11 часах, и каждый день в этот час в городе раздаётся колокольный перезвон.
По словам историка Паоло Джовио, император Карл V прибыл с имперской армией в Вену 23 сентября, слишком поздно для битвы с османами, так как Сулейман Великолепный уже снял осаду Кёсега. Таким образом, Никола Джуришич и другие защитники города спасли Вену от осады.

## Последствия
Хотя сопротивление Кёсега остановило движение османов на Вену, Сулейман Великолепный смог расширить своё господство в Венгрии, захватив несколько фортов, поскольку Фердинанд и Карл V уклонялись от битвы. Сразу после ухода османов Фердинанд вновь занял захваченную ими территорию. В итоге Сулейман Великолепный заключил мирный договор с Фердинандом в 1533 году в Константинополе. Договор подтвердил право Яноша Запольяи на корону Венгрии, но остальные венгерские земли оставались под властью Фердинанда.
Этот договор не удовлетворил ни Яноша Запольяи, ни Фердинанда, чьи армии начали стычки друг с другом вдоль границ. После смерти Яноша Запольяи в 1540 году Сулейман Великолепный присоединил Венгрию к своей империи. Хотя с 1529 по 1566 год границы Османской империи продвинулись дальше на запад, ни одна из кампаний после 1529 года не принесла решающей победы, которая обеспечила бы новые территориальные приобретения.